# 赋
赋，古代文体名，是一種押韻的文體，由楚辭演變而來。賦這種體制是較為特殊的，由外表看似乎非詩非文，而其內卻有詩有文，可以說是一種詩文的混合體。

## 流變
《毛诗序》把“赋”作为《诗经》“六义”之一，解作「铺」的意思，指「铺陈言志」的手法。「赋」也有朗誦之意，如《汉书·艺文志》“不歌而诵谓之赋。”
战国后期赵人荀卿《赋篇》，最早以“赋”名篇，“赋”开始被用作文体的名称。
汉代人看到了戰國屈原、宋玉等楚國文人的楚辭與賦的密切关系，把楚辞和荀卿的赋统称为“辞赋”，并把屈原看作“辞赋之祖”。
西漢贾谊、枚乘、司马相如代表的汉赋，多長篇鉅製，又稱「古賦」、「大賦」。
東漢三國延續張衡以後的短小篇幅，題材擴大了，也更富有抒情的成分。代表性作品是曹植的《洛神賦》、王粲的《登樓賦》。
西晉時，陸機的《文賦》，是中國文學批評的重要著作，而左思的《三都賦》，一出現即造成了「洛陽紙貴」的效應。向秀的《思舊賦》為悼嵇康而作，深切而感人。到了東晉，陶淵明著名的《歸去來辭》是辭賦中的名篇，沒有半點雕琢，真實描繪了脫離官場、回歸田園懷抱的喜悅心境。
到了齊、梁，由於沈約、王融聲律學的鼓吹，且駢文流行，因此出現骈赋。代表作品有庾信《哀江南賦》、《小園賦》、鮑照《蕪城賦》、江淹《別賦》。
唐代盛行科举考试专用的律赋，律賦過份注重音韻的協調，與對偶的工整，文學價值不高。中唐至宋朝古文運動興起，則趋向散文化的「文赋」，又稱「散賦」，比較有文學價值，文賦的特點是：廢棄駢律的限制，駢散結合，形成一種自由的體裁。精彩的作品有杜牧的《阿房宮賦》、歐陽脩的《秋聲賦》、蘇軾的前後《赤壁賦》。
明代八股文盛行，賦又發展出了「股賦」。

## 解析
赋在汉初逐渐形成一种特定的体制。它继承《楚辞》形式上一些特点，讲究文采、韵律和节奏，又吸收了战国纵横家铺张的手法，内容上着力“体物”，也注意到“写志”，即通过摹写事物来抒发情志。此外，赋趋于散文化，经常使用排比、对偶的整齐句法，既自由又谨严，兼具诗歌和散文的性质。
古人寫賦大都是虛構。漢朝的賦更是充滿神話色彩，桓谭的《仙赋》对神仙的生活进行了生动的描述：“夫王乔赤松，呼则出故，翕则纳新。天矫经引，积气关元。精神周洽，鬲塞流通。乘凌虚无，洞达幽明。诸物皆见，玉女在旁。仙道既成，神灵攸迎。乃骖驾青龙……”。刘歆的《甘泉宫赋》描写：“回天门而凤举，蹑黄帝之明庭。冠高山而为居，乘昆仑而为宫。按轩辕之旧处，居北辰之闳中。背共工之幽都，向炎帝之祝融。”张衡的《西京赋》稱“清渊洋洋，神山峨峨。列瀛洲与方丈，夹蓬莱而骈罗”。司马相如曾言：“合纂组以成文，列绵绣而为质，一经一纬，一宫一商，此赋之迹也。赋家之心，包括宇宙，总揽人物，斯乃得之于内，不可得而传。”姚鼐稱《大人赋》说：“此赋多取于《远游》。《远游》先访中国仙人之居，乃至天帝之宫，又下周览天地之间，自于微闾以下，分东西南北四段。此赋自横厉飞泉以正东以下，分东西南北四段，而求仙人之居，意即载其间。末六句与《远游》语同，然屈子意，在远去世之沈浊。”。汉赋的构篇方式還有一個特點是一問一答，所謂“遂客主以首引，极声貌以穷文”。
杜牧的《阿房宫赋》即通过夸张的手法来展现阿房宫，甚至說“一日之内，一宫之间，而气候不齐。”。鲍照的《鹤舞赋》中认为鹤是胎生。《日知录》卷十九云：“古人为赋，多假设之辞，序述往事，以为点缀，不必一一符同也。”钱鍾書亦表示“词章凭空，异乎文献征信，未宜刻舟求剑”。